# Agama hartmanni
Espèce
Synonymes
- Agama cornii Scortecci, 1928

Agama hartmanni est une espèce de sauriens de la famille des Agamidae.

## Répartition
Cette espèce se rencontre au Soudan du Sud et en Érythrée.

## Étymologie
Cette espèce est nommée en l'honneur de Karl Eduard Robert Hartmann.

## Publication originale
- Peters, 1869 : Eine Mittheilung über neue Gattungen und Arten von Eidechsen. Monatsberichte der Königlich Preussischen Akademie der Wissenschaften zu Berlin, vol. 1869, p. 57-66 (texte intégral).